# Krisztina Tóth (écrivaine)
Pour l’article homonyme, voir Krisztina Tóth.
Krisztina Tóth, née le 5 décembre 1967 à Budapest est une écrivaine et traductrice hongroise. Dans son pays natal, son patronyme précède son prénom : Tóth Krisztina.
Son œuvre est notamment traduite en anglais, polonais, allemand, turc, français.

## Menaces en Hongrie
Le 12 mars 2021, les écrivaines Gwenaëlle Aubry et Nina Yargekov publient dans Libération une tribune en soutien à Krisztina Tóth, prise à partie par les médias proches du président Viktor Orbán pour s'être interrogée sur la pertinence de conserver le roman L'Homme en or, de Mór Jókai (1872), dans la liste des lectures scolaires obligatoires, considérant la mentalité sexiste que véhicule le livre. Accusée de participer à la cancel culture, l'écrivaine a depuis été marginalisée (invitations annulées, perte d'emploi à l'université,...). Cette campagne en ostracisation s'est étendue à des menaces anonymes et autres messages d'injures. 

## Œuvres
Romans et récits
- Vonalkód (Magvető, Budapest, 2006)
Code-Barres (Gallimard, 2014,  (ISBN 978-2070132225))
- Hazaviszlek, jó? (Magvető, Budapest, 2009)
- Pixel (Magvető, Budapest, 2011)
- Akvárium (Magvető, Budapest, 2013)
- Pillanatragasztó (Magvető, Budapest, 2014)
- Párducpompa (Magvető, Budapest, 2017)
- Fehér farkas (Magvető, Budapest, 2019)

Poésie
- Őszi kabátlobogás (Móra Könyvkiadó, Budapest, 1989)
- A beszélgetés fonala (Belvárosi Könyvkiadó, Budapest, 1994)
- Az Árnyékember (Jak-Kijárat Kiadó, Budapest, 1998)
- Porhó (Magvető, Budapest, 2001)
- Síró ponyva (Magvető, Budapest, 2004)
- Magas labda (Magvető, Budapest, 2009)
- Világadapter (Magvető, Budapest, 2016)
- Ünnep (Magvető, Budapest, 2017)
- Bálnadal (Magvető, Budapest, 2021)

En français
- Krisztina Tóth, Le Rêve du Minotaure, Caractères, 2009 (ISBN 978-2854463170)

Jeunesse
- A londoni mackók (Csimota, Budapest, 2003)
- Állatságok (Magvető, Budapest, 2007)
- Kerge ABC (Csimota, Budapest, 2008)
- Anyát megoperálták (Móra, Budapest, 2014)
- Orrfújós mese (Central Médiacsoport, Budapest, 2015)
- Felhőmesék (Magvető, Budapest, 2017)
- Zseblámpás mesék (Magvető, Budapest, 2017)
- Murci kandúr világot lát (Central Médiacsoport, Budapest, 2018)
- Dalok reggeltől estig (Gryllus Vilmossal, Central Médiacsoport, Budapest, 2018)
- Malac és Liba
Malac és Liba 1. (Manó könyvek, Budapest, 2019)
Malac és Liba 2 (Manó könyvek, Budapest, 2020)
Malac és Liba 3 (Manó könyvek, Budapest, 2020)
Malac és Liba 4 (Manó könyvek, Budapest, 2021)
- Kígyóuborka (Manó könyvek, Budapest, 2020)